# Seventh Son of a Seventh Son
Seventh Son of a Seventh Son – siódmy album grupy heavymetalowej Iron Maiden z 1988 roku. Płyta zaczyna się i kończy słowami: „Seven deadly sins, seven ways to win, seven holy paths to hell and your trip begins. Seven downward slopes, seven bloody hopes, seven are your burning fires, seven your desires”. Pełnią one rolę klamry, spinającej całość.
Głównym motywem albumu jest liczba siedem – 7th Son... to siódma z kolei płyta zespołu. Jest to jedyny dotychczas w twórczości grupy album koncepcyjny – teksty wszystkich piosenek łączą się ze sobą, obracając się w klimacie mistycyzmu, tajemniczości, proroctw i mówiące o narodzinach tytułowego Siódmego Syna, mającego dar jasnowidzenia i uzdrawiania. Są one oparte na powieści Orsona Scotta Carda pod tytułem Siódmy syn. Klimat ten podtrzymują majestatyczne riffy i liczne solówki. „Głównym daniem” na albumie jest kompozycja tytułowa, z elementami symfonicznymi (udział chóru) i podniosłym klimatem. Autorem muzyki i mistycznych tekstów jest lider zespołu, Steve Harris. 7th Son..., z czasem, okazał się być jednym z najlepszych albumów metalowych w historii, pomimo iż dla wielu fanów i krytyków jego brzmienie wydawało się zbyt lekkie w porównaniu z wcześniejszą twórczością zespołu. Utwór Can I Play with Madness posądzano wręcz o stylistykę pop-metalową.
Seventh Son of a Seventh Son jest albumem kontrowersyjnym, przez wielu fanów uważanym za najlepszy w historii zespołu, na miarę Piece of Mind czy The Number of the Beast, a przez wielu za najgorszy. Była to ostatnia płyta nagrana w składzie: Dickinson, Murray, Smith, Harris, McBrain. Po jego nagraniu gitarzysta Adrian Smith opuścił zespół z powodu różnic artystycznych pomiędzy nim a Steve’em Harrisem.

## Lista utworów
1. „Moonchild” (Dickinson, Smith) – 5:40
2. „Infinite Dreams” (Harris) – 6:08
3. „Can I Play with Madness” (Dickinson, Smith, Harris) – 3:31
4. „The Evil That Men Do” (Dickinson, Smith, Harris) – 4:33
5. „Seventh Son of a Seventh Son” (Harris) – 9:53
6. „The Prophecy” (Murray, Harris) – 5:05
7. „The Clairvoyant” (Harris) – 4:27
8. „Only the Good Die Young” (Dickinson, Harris) – 4:42

## Wykonawcy
- Bruce Dickinson – wokal
- Dave Murray – gitara elektryczna
- Adrian Smith – gitara elektryczna
- Steve Harris – gitara basowa
- Nicko McBrain – perkusja